# Chitundo-Hulu
Chitundo-Hulu (também grafado Chitundulo) é um morro granítico situado no município de Virei, 137 km a leste da cidade de Moçâmedes, na província de Namibe, em Angola.
O local é conhecido pelas gravuras/pinturas rupestres do "Morro Sagrado dos Mucuísses", um dos mais belos conjuntos rupestres da Pré-História existentes em Angola, onde abundam representações de animais e desenhos esquematizados.
A estação arqueológica do Chitundo-Hulu tem uma idade de mais de quatro mil anos e é o ponto de partida das artes rupestres de África que têm o seu início na província do Namibe.
Apesar da relevância do local, as gravuras correm o risco de desaparecer, pelo empolamento, por acções térmicas, da camada superficial da rocha que depois se fragmenta. As principais gravuras encontram-se no grande morro granítico que dá acesso à chamada "Casa Maior" que se abre sobre a falésia em forma de anfiteatro.
As gravuras/pinturas são datadas do Paleolítico e Neolítico e atribuídas a povos que habitavam o local, antes à chegada dos bantos.